# Jupiter Ace
Le Jupiter Ace (aux États-Unis : Ace4000) est un micro-ordinateur basé sur un microprocesseur Zilog Z80, commercialisée par la société britannique Jupiter Cantab en 1983.
C'est une machine rudimentaire de type Sinclair ZX80 ou ZX81 disposant de 3 ko de RAM extensible à 51 ko.
Sa particularité était de se programmer en langage Forthet non en BASIC comme c'était le cas de ses concurrents de l'époque. La compacité et la rapidité d'exécution du langage Forth (deux fois moins de place en mémoire et jusqu'à dix fois plus rapide à exécuter) constituaient un avantage non négligeable avec un ordinateur dont le processeur était cadencé à 3,25 MHz et à une époque où chaque octet de mémoire vive était compté.